# Bannio Anzino
Bannio Anzino (Bani e Anzìn in dialetto ossolano) è un comune italiano di 454 abitanti della provincia del Verbano-Cusio-Ossola in Piemonte.

## Storia
Il comune di Bannio Anzino è costituito da due paesi distinti, Bannio e Anzino, uniti amministrativamente nel 1929. Oggi capoluogo del comune è il paese di Bannio. Anzino e Pontegrande ne costituiscono le frazioni principali, alle quali si uniscono quelle più piccole di Parcineto, Fontane, Soi e Piedi Baranca.

### Bannio
Il nome "Bannio" potrebbe essere derivato dal nome personale germanico Bana con il suffisso -eus o -ius, mentre "Anzino" potrebbe derivare dal nome romano Antius con il suffisso -inus.
Anticamente e per molti secoli Bannio, capoluogo del comune, ha rappresentato la capitale amministrativa dell'intera Valle Anzasca. Storicamente il paese esisteva già nel I secolo avanti Cristo come testimoniano la scoperta di una necropoli celtica. I reperti rinvenuti negli scavi di queste antiche sepolture portano a ritenere di un già avanzato processo di romanizzazione di questi antiche popolazioni galliche, con frequenti scambi con gli stessi romani. Indice di quest'ultimo, di una vivacità economica e culturale dimostratasi anche in epoca cristiana: la chiesa di San Bartolomeo in Bannio fu certamente una delle prime a staccarsi, già nel X secolo, da San Vincenzo di Pieve Vergonte, chiesa originaria di tutta l'Ossola inferiore e diventando centro propulsivo della cristianità della valle Anzasca.

### Anzino
Si trova sulla sponda opposta del torrente Olocchia e gode di una certa notorietà per la devozione a sant'Antonio di Padova, legata ad un quadro di pregevole fattura, situato nell'omonimo santuario, nata dopo l'arrivo del quadro. Il santuario coincide con la chiesa parrocchiale eretta nel 1640 dedicata a san Bernardo di Mentone. Un tempo comune autonomo, Anzino venne unito a Bannio nel 1929.
Anzino è paese d'origine di importanti personaggi, tra cui Ludovico Quaroni, architetto romano del Novecento, la cui famiglia è di origine anzinese, e Pietro Maria Quaroni, ambasciatore d'Italia in vari paesi e poi presidente della RAI.

### Pontegrande
Pontegrande situata più a valle, presso il torrente Anza rappresenta, insieme al ponte da cui prende il nome, un passaggio obbligato per chi vuole arrivare fino a Bannio Anzino. Qui sorge la chiesa dei Santi Pietro e Paolo, costruita nel 1670 sulla cima di un enorme masso erratico.

### Simboli
Lo stemma e il gonfalone del Comune di Bannio Anzino sono stati concessi con decreto del presidente della Repubblica del 12 aprile 1984.
Lo stemma è partito: nel primo, d'argento, è raffigurato un soldato della milizia della Madonna di Bannio, in maestà, vestito con la divisa tradizionale, impugnante una spada posta in palo; nel secondo, d'oro, la chiesa di Sant'Antonio in Anzino, fondata sulla campagna di verde. Il gonfalone è un drappo partito di giallo e di azzurro.

## Monumenti e luoghi di interesse

### Bannio
La chiesa parrocchiale di San Bartolomeo, primiceria della valle e le cui più antiche notizie risalgono al X secolo, al centro dell'abitato di Bannio, testimonia la trasformazione del tempio preesistente, in stile lombardo avvenuta nel 1644, pochi anni dopo l'ultimazione dell'elegante campanile, monumento nazionale e datato 1592.
La struttura originale dell'edificio prevedeva infatti il canonico orientamento a levante dell'abside. Invece nel Seicento su tale lato venne eretta l'attuale facciata, aggiungendo il coro su quello di ponente, con ulteriori modifiche attribuibili al tardo Settecento.
Di notevole fattura è l'altare maggiore, in legno scolpito e laminato in oro, mentre un vero tesoro è conservato in una cappella laterale della chiesa: si tratta di un grande crocefisso in bronzo espressione dell'arte fiamminga del Cinquecento.
Al di fuori dell'abitato di Bannio, alla fine di un percorso segnato dalle cappelle della Via Crucis si trova il santuario della Madonna della Neve, eretto tra il 1618 ed il 1622. Questo luogo è legato all'attività della "Milizia Tradizionale" la cui festa si celebra il 5 agosto.
Nella località di San Bernardo a Bannio si trova il piccolo oratorio di San Bernardo, risalente al XVII secolo.
Villa Aprilia o Villa Lancia è il rudere di una storica villa appartenuta a Vincenzo Lancia, è situata su un alpe sopra al lago di Baranca, l'alpe Selle di Baranca (1824 m s.l.m.).

#### Anzino
Il santuario di Sant'Antonio in Anzino presenta una storia interessante. Già conosciuto come oratorio di S. Bernardo da Mentone e poi come chiesa parrocchiale di Anzino dal 1640, anno di fondazione della parrocchia, divenne poi in seguito santuario di S. Antonio di Padova in seguito all'arrivo di una pala d'altare raffigurante l'apparizione di Gesù Bambino al santo nel 1669. La pala venne subito considerata miracolosa e crebbe fortemente l'affluenza di pellegrini al paese. La festa principale che si celebra presso il santuario è quella del santo il 13 giugno e la domenica successiva.
Gli emigrati anzinesi che si stabilirono a Roma intorno alla metà del XVI secolo, fondarono l'Istituto Pubblico di Anzino che grazie ai proventi derivati dal commercio dei vini a Roma, riuscì a sostenere il loro paese natale per sgravarlo da alcune incombenze dell'epoca, raggruppate nel "quinternetto". Acquistarono quindi delle case e il 17 marzo 1832, davanti al notaio Vincenzo Arcangeli, fondarono ufficialmente l'Istituto Pubblico di Anzino.

## Società

### Evoluzione demografica
Abitanti censiti

### Tradizioni e folclore

#### La Milizia Tradizionale
La sua funzione doveva essere all'inizio prettamente militare, corpo armato a difesa del territorio ossolano. Nasce agli inizi del Seicento (ma Bannio è sempre stato un centro militare fin dal I secolo d.C.): durante quest'epoca il governo spagnolo, in guerra con il Duca di Savoia aveva infatti istituito queste "Milizie delle terre".
Ma tale funzione durò pochi anni. Nel 1622, in occasione dell'inaugurazione del santuario della Madonna della Neve, la milizia aveva mutato la sua funzione: da militare a decorativa delle funzioni religiose. Era divenuta la guardia d'onore della Madonna, anche se, per questo non doveva mutare il suo abbigliamento e le sue tradizioni: restava sempre una compagnia di uomini armati, con tanto di divisa, archibugi e alabarde.
Grazie a tale nuova funzione la Milizia fu in grado di sopravvivere alla resa degli spagnoli, e alla dominazione austriaca, anche quando le terre ossolane entrarono a far parte, nel 1748, dello stato sabaudo.
Solo l'avvento del periodo napoleonico porta, anche se per breve tempo, una ventata di novità in questo piccolo esercito: le uniformi spagnole vengono sostituite con le più colorate divise imperiali.
La restaurazione del modello piemontese arriva anche presso questa piccola e isolata comunità e l'abbigliamento e l'armamento diventano quello severo del reggimento "Piemonte Reale".
Da allora non è cambiato più nulla. Attualmente la Milizia di Bannio è composta da 60 uomini agli ordini di un colonnello e 8 ufficiali, ripete ogni anno i riti di un'antica tradizione. Durante il mese di luglio sia il colonnello che gli ufficiali vengono estratti a sorte, mentre per il 5 agosto viene prestato il picchetto d'onore, con tanto di scariche di fucili caricati a salve, in occasione della festa del santuario della Madonna della Neve.
Di recente è stato pubblicato a cura di Adriano Antonioletti Boratto (conservatore della chiesa monumentale dei Santi Bartolomeo e Stefano protomartire di Bannio) il libro che con attenta disamina della tradizione e ricco apparato fotografico descrive minuziosamente il cerimoniale dei festeggiamenti in onore della Celeste Patrona la Beatissima Semprevergine Madonna della Neve che ogni anno dal 1629 viene festeggiata dalla Milizia il 5 agosto e la prima domenica di agosto.

## Cultura

### Feste e ricorrenze
Molte sono le occasioni per seguire le feste che conservano particolari tradizioni; qui riportiamo le principali feste. Particolarmente suggestive, perché ricche di fede, storia e tradizioni, sono: 
- Ad Anzino, l'ultima domenica di gennaio, festa del primo miracolo di Sant'Antonio da Padova.
- A Bannio, la prima domenica di giugno, festa dei Santitt santi martiri Felice e Vincenzo (presenzia una rappresentanza della Milizia Tradizionale).
- Ad Anzino, il 13 giugno e la domenica successiva, festa di sant'Antonio da Padova e di san Bernardo da Mentone, con grande partecipazione di fedeli che giungono in pellegrinaggio a piedi dalle valli vicine valicando i passi alpini.
- A luglio a Bannio, la terza domenica, estrazione e nomina degli ufficiali della Milizia Tradizionale.
- Ad agosto a Bannio, il giorno 5, festa solenne della Beata Vergine Maria della Neve con la partecipazione della Milizia Tradizionale.
- A Bannio, prima domenica di agosto, festa storica della Milizia Tradizionale in ranghi completi e ufficiali a cavallo.
- A Bannio, l'ultima settimana di dicembre, concerto di fine anno a cura del Premiato Corpo Musicale.

## Economia
L'economia del paese, un tempo basata soprattutto sull'agricoltura, si è orientata a partire dalla fine degli anni Sessanta del secolo scorso verso il turismo con la realizzazione degli impianti sciistici dell'alpe Provaccio e dell'alpe Rausa. Nel 1968 venne aperta la seggiovia biposto Bannio-Alpe Provaccio, realizzata dalla ditta Piemonte Funivie. Negli anni seguenti vennero costruiti dalle ditte Leitner e Marchisio tre skilift, denominati Baby Provaccio, Balmo-Provaccio e Provaccio-Alpe Loro. Negli anni ottanta, però, le quote relativamente basse e la concorrenza subita da altre stazioni della zona (Macugnaga si trova ad una ventina di km), portarono i gestori in pesanti difficoltà economiche. Nel 1992 gli impianti vennero così abbandonati.
Nel 2008 all'Alpe Soi è stata riaperta una piccola stazione sciistica, costituita da due tapis roulant. La stazione ha avuto, però, vita breve in quanto dopo un solo anno è stata chiusa.

## Amministrazione
Di seguito è presentata una tabella relativa alle amministrazioni che si sono succedute in questo comune.
| Periodo        | Periodo        | Primo cittadino      | Partito                          | Carica  | Note   |
| -------------- | -------------- | -------------------- | -------------------------------- | ------- | ------ |
| 24 aprile 1995 | 14 giugno 1999 | Enzo Bacchetta       | Alleanza Nazionale               | Sindaco | [ 10 ] |
| 14 giugno 1999 | 14 giugno 2004 | Germana Cantonetti   | lista civica                     | Sindaco | [ 10 ] |
| 14 giugno 2004 | 8 giugno 2009  | Guido Tonietti       | lista civica                     | Sindaco | [ 10 ] |
| 8 giugno 2009  | 26 maggio 2014 | Pierfranco Bonfadini | lista civica                     | Sindaco | [ 10 ] |
| 7 giugno 2014  | 27 maggio 2019 | Pierfranco Bonfadini | lista civica Futuro e tradizione | Sindaco | [ 10 ] |
| 27 maggio 2019 | 10 giugno 2024 | Pierfranco Bonfadini | lista civica Futuro e tradizione | Sindaco | [ 10 ] |
| 10 giugno 2024 | in carica      | Pierfranco Bonfadini | lista civica Futuro e tradizione | Sindaco | [ 10 ] |

### Altre informazioni amministrative
Fa parte dell'Unione Montana delle Valli dell'Ossola.